# شهرستان لین‌کوو
شهرستان لین‌کوو (به چینی: 桦南县) یک شهرستان در استان هئی‌لونگ‌جیانگ چین است که در تابعیت شهر مودان‌جیانگ قرار دارد.

## تقسیمات اداری
شهرستان لین‌کوو به ۱۱ شهرک تابعه تقسیم شده است. یک «میدان» هم‌سطح قصبه نیز تابع این شهرستان می‌باشند، مانند نواحی اداری مزارع و مراتع.
- شهرک جیان‌تانگ (建堂镇، Jiàntáng zhèn)
- شهرک چینگ‌شان (青山镇، Qīngshān zhèn)
- شهرک دیاولینگ (刁翎镇، Diāolíng zhèn)
- شهرک ژوجیا (朱家镇، Zhūjiā zhèn)
- شهرک سان‌داوتونگ (三道通镇، Sāndàotōng zhèn)
- شهرک کوی‌شان (奎山镇، Kuíshān zhèn)
- شهرک گوچنگ (古城镇، Gǔchéng zhèn)
- شهرک لونگ‌ژوا (龙爪镇، Lóngzhuǎ zhèn)
- شهرک لیان‌هوا (莲花镇، Liánhuā zhèn)
- شهرک لین‌کوو (林口镇، Línkǒu zhèn)
- شهرک لیوشو (柳树镇، Liǔshù zhèn)

- ادارهٔ جنگل‌داری لین‌کوو (林口林业局، Línkǒu línyèjú)